# 薄叶羊蹄甲
薄叶羊蹄甲（学名：Bauhinia glauca sp. tenuiflora）为豆科羊蹄甲属下的一个亚种。

## 扩展阅读
- 維基物種上的相關：薄叶羊蹄甲